# Jean Gabriel Marchand
Jean Gabriel Marchand (L'Albenc, 10 dicembre 1765 – Saint-Ismier, 12 novembre 1851) è stato un generale francese dell'armata repubblicana e di quella del Primo Impero. Fu anche sindaco del comune di Saint-Ismier.

## Biografia

### Guerre della Rivoluzione
Era avvocato a Grenoble nel 1789. Nel 1791 comandava una compagnia di esploratori del 46º battaglione dell'Isère e si distinse nella campagna d'invasione della Savoia, assistette all'Assedio di Tolone del 1793, divenne assistente dello stato maggiore del generale Cervoni, legando con Joubert.
Nel novembre 1795, nel corso della battaglia di Loano, il colonnello Lannes, il capitano Marchand e 200 granatieri conquistarono d'impeto una ridotta armata con sei pezzi d'artiglieria e difesa da 1.200 granatieri ungheresi: rivolti i pezzi contro il nemico, essi contribuirono notevolmente alla vittoria francese. Con Marchand si complimentò personalmente il generale Scherer, che lo nominò sul campo comandante di battaglione.
Nel giugno del 1796 Marchand, alla testa di 300 carabinieri, sorprese un accampamento di 10.000 austriaci, ai quali fece deporre le armi, portandone 400 come prigionieri al generale Joubert. Il 29 luglio, durante un attacco contro 3.000 austriaci che assalivano un fianco scoperto delle truppe del Joubert, fu ferito al petto da una pallottola.
Preso prigioniero il 14 giugno 1797, venne scambiato sul campo e nominato colonnello. Fu per breve tempo comandante della piazza di Roma, nel 1798,  agli ordini del generale Gouvion-Saint-Cyr, subendo un temporaneo periodo di disgrazia. Il generale Joubert lo prese come aiutante di campo prima di partire per l'Italia. Partecipò così alla battaglia di Novi.
Nominato generale di brigata da Napoleone, divenne comandante del l'Isère, per poi essere inviato ai campi militari di Boulogne-sur-Mer nella divisione del generale Dupont, mettendosi in luce nella battaglia di Haslach-Jungingen ed in quella di Albec.

### Guerre del primo Impero
Nominato generale di divisione il 24 dicembre 1805, prese parte alla battaglia di Jena ed alla presa di Magdeburgo.
Il 4 giugno 1807, 80.000 Russi attaccarono le truppe comandate da Ney: ai suoi ordini Marchand si mette in luce proteggendo il ponte di Deppen.
Nella battaglia di Friedland la sua divisione, incurante dello spaventoso fuoco dell'artiglieria nemica, occupò armi alla mano la sommità della città.
Il 13 luglio Marchand venne decorato con la Gran Croce della Legion d'onore.
Il 26 ottobre 1808 venne nominato Conte dell'impero francese.

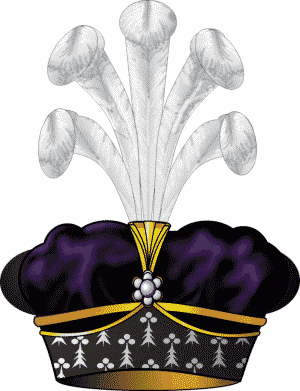
Beretta di Conte dell'Impero

Passò quindi in Spagna ove combatté in quattro campagne.
Sconfitto a Tamamés (18 ottobre 1809) dal duca del Parque, si prese poco dopo un mese la rivincita ad Alba de Tormes.
Partecipò il 3 maggio 1811 alla battaglia di Fuentes de Oñoro, nell'armata del maresciallo Andrea Massena, che fu sconfitto dalle truppe comandate dal futuro duca di Wellington.
Durante la campagna di Russia venne spesso nominato nei bollettini ufficiali, soprattutto nei giorni delle battaglie di Volontina e della Moscova.
Nel 1813 combatté nel III Corpo d'armata del maresciallo Ney a Lützen ed a Bautzen. Ad ottobre di quell'anno partecipò, al comando di una divisione dell'XI Corpo d'armata del maresciallo Macdonald alla battaglia di Lipsia.
Nel 1814 comandò la 7ª divisione militare, rendendo grandi servigi, quali la riconquista della piazza di Chambéry, strappata agli austriaci. Costretto ad evacuare la Savoia a causa della ritirata del generale Augereau, si arroccò nella valle dell'Isère fino a che l'abdicazione dell'imperatore non pose fine alle ostilità.

### La Restaurazione

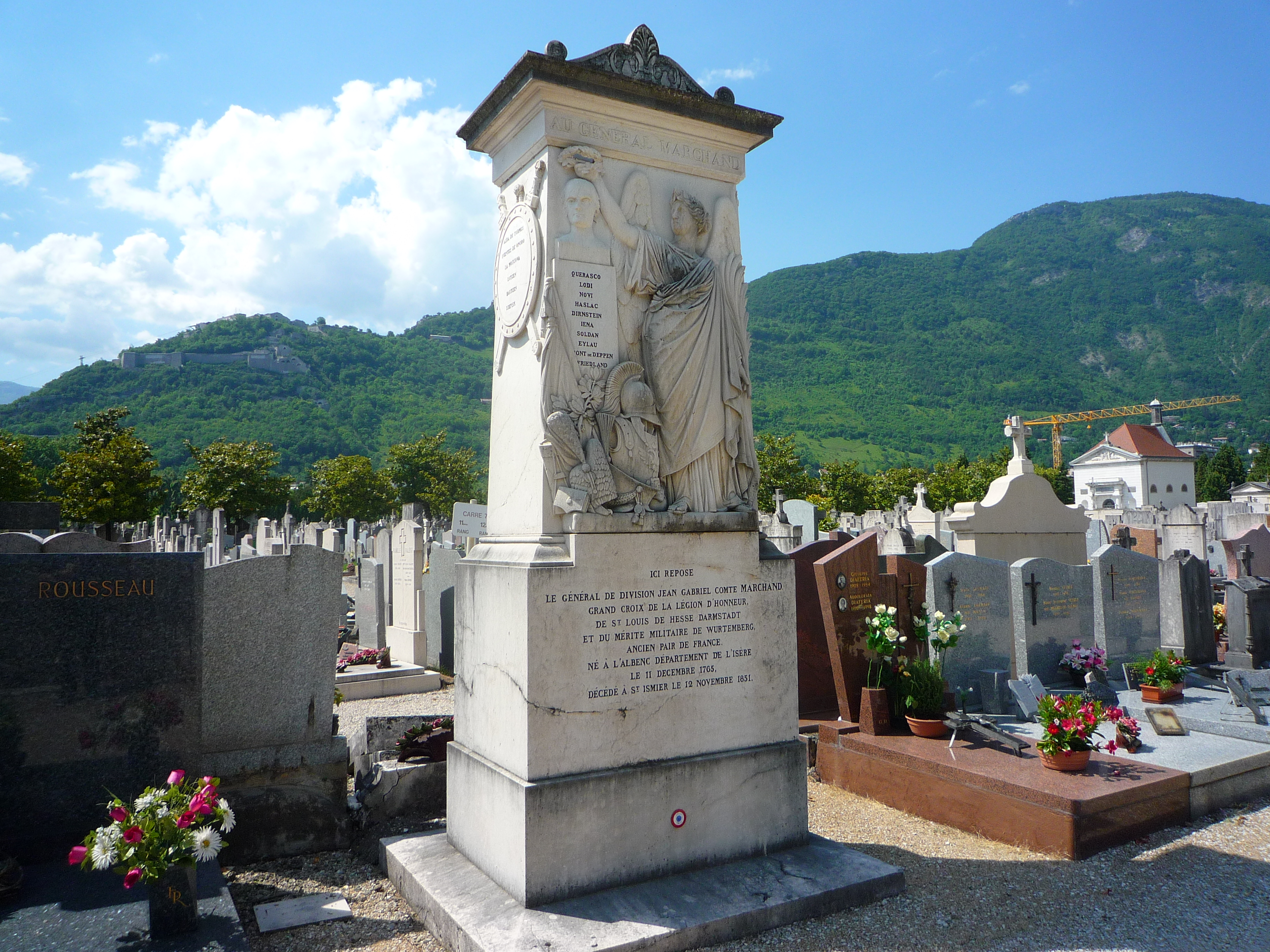
Tomba del generale Marchand a Grenoble

Luigi XVIII lo confermò nel comando della 7ª divisione a Grenoble. Egli tentò di opporsi al ritorno di Napoleone mettendo Grenoble in stato di difesa ma il comportamento filonapoleoni co del generale de La Bédoyère, che comandava il 5º reggimento di fanteria di linea mandò a monte il suo progetto ed il 7 marzo 1815 la città aprì le sue porte a Napoleone, che Marchand si rifiutò di servire ancora, ritirandosi al forte Barraux.
Tornato il re, egli riprese il suo comando ma, accusato di aver abbandonato Grenoble a Napoleone senza difenderla, venne destituito il 4 gennaio 1816 e tradotto à Besançon di fronte ad un Consiglio di Guerra. Fu finalmente prosciolto dopo un dibattito durato sei mesi. Nuovamente disponibile nel 1818, si ritirò. Riprese il servizio durante la Rivoluzione di luglio, prima di essere posto definitivamente a riposo l'11 giugno 1832.
Il 3 ottobre 1837 venne ammesso alla Camera dei Pari di Francia.
Dopo la morte la sua salma venne inumata nel cimitero di San Rocco a Grenoble.
Il suo nome è inciso sulla colonna 26 dell'Arco di Trionfo a Parigi.

## Fonti
- (FR)  Jean Gabriel Marchand in Charles Mullié, Biographie des célébrités militaires des armées de terre et de mer de 1789 à 1850, 1852
- (FR)  Jean Chrétien Ferdinand Hoefer, Nouvelle biographie générale depuis les temps les plus reculés jusqu'à nos jours, 1860, p. 478